# Benno Leubner
Benno Leubner est un ancien skieur alpin autrichien.
Il remporta la première édition de l'Arlberg-Kandahar en 1928.

## Arlberg-Kandahar
- Vainqueur du Kandahar 1928 à Sankt Anton
- Vainqueur du slalom 1928 à Sankt Anton